# فورار
فورار أو فبراير أو براير أو فيفري هو أحد الشهور الأمازيغية، فهو الشهر الثاني في السنة الأمازيغية، وقد ارتبط اسمه بواقعة ميثولوجية.

## الأسطورة
تذكر الأسطورة الأمازيغية أن امرأة عجوز استهانت بقوى الطبيعة واغترت بقوتها ولم تحمد السماء لما انعمت به عليها فسخرت من يناير، فطلب هذا الأخير من فورار أن يعيره يوما من أيامه حتى يعاقب العجوز الجاحدة على غرورها، وبعد ذلك حدثت عاصفة شديدة ومروعة بينت فيها الطبيعة عن جبروتها أدت إلى مقتلها، وأصبح ذلك اليوم في المعتقدات الشعبية رمزاً للعقاب لكل من يستخف بالطبيعة أو يتحداها. لايزال هذا اليوم بعرف في بعض المناطق بيوم العجوز، ويتخذ فيه الأمازيغ حذرهم كي لا يصيبهم ما أصاب العجوز.